# Eccoptomera filata
Eccoptomera filata är en tvåvingeart som beskrevs av Friedrich Hermann Loew 1862. Eccoptomera filata ingår i släktet Eccoptomera och familjen myllflugor. Arten är reproducerande i Sverige. Inga underarter finns listade i Catalogue of Life.